# منتدى إندونيسيا الدولي
منتدى إندونيسيا الدولي (بالإنجليزية: International Indonesia Forum) هي منظمة تعقد حلقات دراسية سنوية متعددة التخصصات في إندونيسيا في محاولة «لتسهيل المشاركة التفاعلية للطلاب والمعلمين ومشاركتهم» داخل إندونيسيا وخارجها. تم تطويره في الأصل كفرع لمنتدى ييل إندونيسيا، ويتم الاستمرار فيه الآن بشكل مستقل. عقدت الندوة لأول مرة في عام 2008 في جامعة أتما جايا يوجياكارتا. عقد المؤتمر الثامن في جامعة سيبلاس ماريت في سوراكارتا. وقد نشر المنتدى خمسة كتب ويستضيف سلسلة أوراق عمل على موقعه على الإنترنت.

## نظرة عامة
يتم تشغيل منتدى إندونيسيا الدولي على أساس طوعي. ولا تفرض رسومًا على مقدمي العروض. قد يكون الأعضاء من الجمهور من الأوساط الأكاديمية أو عامة الجمهور، بما في ذلك المنظمات غير الأكاديمية. اعتبارًا من أغسطس 2014 تم نشر خمسة كتب استنادًا إلى الأوراق المقدمة في المؤتمرات. رئيس معهد التمويل الدولي هو فرانك دونت. يستضيف المنتدى سلسلة أوراق عمل على موقعه الإلكتروني.

## التاريخ
في عام 2003 أنشأت جامعة ييل في نيو هافن كونيتيكت منتدى مناقشة متعدد التخصصات للأكاديميين الذين لديهم اهتمام مهني في إندونيسيا والمواضيع ذات الصلة. تم إنشاء هذا المنتدى من قبل ثلاثة الطلاب فرانك دونت ويون سيوك لي وتوماس بيبينسكي، مع عضو هيئة التدريس إندريو سوكمونو كمستشار. كان هذا المنتدى مخصصًا في البداية لـ «أعضاء مجتمع ييل»، وقد نما حجمه حتى عام 2006 كان قادرًا على عقد المؤتمرات. بدأت المناقشات في عام 2007 حول عقد مؤتمر آخر، هذه المرة في إندونيسيا لتسهيل حضور الإندونيسيين من خارج الولايات المتحدة، وخاصة أولئك الموجودين في إندونيسيا. كان المؤتمر الثاني يأمل في «تسهيل المشاركة التفاعلية للطلاب والمعلمين ومشاركتهم» من إندونيسيا والخارج.
تم عقد أول مؤتمر من هذا النوع في جامعة أتام جايا في منتصف عام 2008، عالجت الجامعة القضايا المالية المتعلقة بالاستضافة، في حين تعامل يال مع تكلفة النشر. المؤتمر كان تحت شعار «نحو مجتمع إندونيسي ديمقراطي شامل: سد الفجوة بين توحيد الدولة وأنماط الهوية متعددة الثقافات»، وهو موضوع وصفه المراجع ألكسندر كلافير بأنه «في الوقت المناسب» بسبب قضايا إدارة التنوع «المجتمع عدم التجانس والتجانس». كتب كليفر أن الكتاب الناتج على الرغم من أنه «لم يرسم صورة متماسكة» وكان غير متكافئ إلا أنه لا يزال «مصدرًا غنيًا للأفكار» وأن معظم القراء سيجدون شيئًا ذا اهتمام في داخله.
المنتدى الثاني استضافته جامعة ساناتا دارما أيضًا في يوجياكارتا، تعامل مع بانكاسيلا الإيديولوجية الوطنية الإندونيسية ودورها في عصر الإصلاح. كتب كليفر أن هذا كان تطوراً في الموضوعات التي تم استكشافها في المؤتمر الأول. بحلول هذه النقطة كان نصف الحضور من الأكاديميين الإندونيسيين، والباقي من مؤسسات دولية مختلفة. كانت المراجعة الأكاديمية لوقائع المؤتمر (التي نُشرت في العام التالي) سلبية للغاية، وكان الكتاب «مخيبا للآمال»، مع «الكثير من التنظير والتعميم التي لا معنى لها ولا جدوى حولها والكثير من الكلمات الكلامية والنظرية غير المنتجة» فيما يتعلق موضوعه.
استضافت الجامعات المختلفة البرنامج في السنوات التالية، ومعظمها في يوجياكارتا ولكن أيضًا في سيمارانج القريبة. ازداد عدد المشاركين سنويًا، وفي عام 2011 تم تفكيك المؤتمرات الدولية (المنفصلة بشكل متزايد عن المنظمة الأم) تحت عنوان منتدى إندونيسيا الدولي. وعقد مؤتمر ذلك العام الذي تناول موضوع التعليم للمستقبل في جامعة ولاية يوجياكارتا واجتذب حشدًا من 150 عضوًا ومقدمًا.
في عام 2012 عقد المؤتمر الذي تلقى 171 مشاركة وشهد ما يقرب من 100 متحدث، في جامعة جادجا مدى في يوجياكارتا. نشأت مكبرات الصوت من عدد من الجامعات الدولية والإندونيسية، بما في ذلك جامعة هارفارد وكورنيل وبيركلي وسيدني وليدن وكلية لندن للاقتصاد. وصرح رئيس جامعة جادجا مادا براتيكنو بأن المؤتمر يتعلق بكل من إندونيسيا والجامعة حيث أن التعليم ضروري لمكافحة الفساد. كان هذا آخر مؤتمر لمعهد التمويل الدولي بدعم من جامعة ييل. تم إنشاء هيئة تنظيمية مستقلة جديدة حتى يستمر المؤتمر بشكل مستقل.
عقد المؤتمر السادس في جامعة سنن كاليجاغا الإسلامية في يوجياكارتا عام 2013. قدم أكثر من خمسين شخصًا مقدمي العروض. من بين موضوع المؤتمر فيما يتعلق بالتغيير والاستمرارية في البلاد، صرح مدير برنامج الدراسات العليا سنان كاليجاغا أن التغييرات تتطور بسرعة في البلاد، وعلى هذا النحو كان من المأمول أن يتمكن معهد التمويل الدولي من تقديم توصيات إلى الحكومة الإندونيسية فيما يتعلق الطريق الصحيح الذي يجب اتخاذه.
عُقد مؤتمر سابع في عام 2014 في فندق بوري خالوتيسوا في جاتيناجور خارج باندونغ. تألف المؤتمر الذي استمر يومين من ست جلسات، مع ثلاث لجان في كل جلسة، وتتألف كل لجنة من أربعة متحدثين. جاء المتحدثون الأربعة والستون من مؤسسات مثل جامعة فرايبورغ والجامعة الوطنية الأسترالية وجامعة تشارلز داروين، وقدموا من دول مثل ماليزيا وأستراليا والولايات المتحدة. تضمنت الموضوعات التي تمت مناقشتها جوانب مختلفة من المجتمع الإندونيسي، بما في ذلك القانون والتاريخ والثقافة والاقتصاد. صرح علي رمضاناني النائب الثالث لرئيس جونونغ جاتي بأن الإندونيسيين مثل أولئك في معهد التمويل الدولي يحتاجون إلى الحفاظ على الثقة في البحث في القضايا المعاصرة.
استضافت جامعة سيبيلاس ماريت المؤتمر الثامن في مدينة سوراكارتا في الفترة ما بين 29 و30 يوليو 2015. حضر المؤتمر سبعون متحدثًا يمثلون جامعات مثل نورث كارولينا وبيركلي ولندن. تضمنت مواضيع لوحة الفن والتقاليد في إندونيسيا، وايانغ: الدمى التقليدية في العصر الحديث، والتقاليد والاقتصاد. في العام التالي عقد المؤتمر التاسع لمعهد التمويل الدولي في جامعة أتما جايا الكاثوليكية في إندونيسيا في جاكرتا. قدم أكثر من خمسين متحدثًا أوراقًا تحت شعار «بحثًا عن العوامل الرئيسية للتمكين الإندونيسي». المتحدث الرئيسي سري معرف من المجلس الاستشاري الرئاسي، استخدم المؤتمر لدعوة الإندونيسيين والأكاديميين الآخرين لدعم جهود الحكومة الإندونيسية لتعزيز التمكين.

## وصلات خارجية
- الموقع الرسمي